# Marceline Miéville
Marceline Miéville, née le 26 octobre 1921 à Lausanne et morte le 8 août 2014 dans cette même ville est une personnalité politique suisse membre du Parti ouvrier et Populaire.

## Biographie
Marceline Miéville, médecin–dentiste de profession, est la première femme candidate aux élections fédérales en 1959 en tant que candidate du Parti ouvrier et populaire. Sa candidature est cependant rejetée, car le droit de vote en Suisse des femmes n'est introduit au niveau fédéral qu'après la votation du 7 février 1971 même si le droit de vote pour les femmes était accepté pour les élections au niveau cantonal dans le canton de Vaud.
Elle est députée du Grand Conseil du canton de Vaud de 1962 à 1969.